# Florentine Gebhardt
Florentine Gebhardt (* 18. April 1865 in Crossen (Oder); † 10. Juli 1941 in Berlin) war eine deutsche Schriftstellerin und Lehrerin. Sie schrieb auch unter den zahlreichen Pseudonymen Stefanie Eusebius, Tino Hardt, G. Edhardt, Luise Klotz, F. Lora, A. Rolf und Florus Bardt.

## Leben
Florentine Gebhardt war die Tochter eines gebildeten Handwerkers und einer Pfarrerstochter. Sie hatte einen älteren Bruder sowie zwei jüngere Schwestern. Aus ihrer 1930 beim Berliner Galle Verlag erschienenen, autobiografischen Blättern aus dem Lebensbilderbuch. Jugenderinnerungen geht ein inniges Verhältnis zu ihrem Bruder hervor, der Pfarrer wurde. Ihre Schwestern Marie Elisabeth „Lise“ und Margarete „Grete“ wurden auch Lehrerinnen, Margarete auch Schriftstellerin. Ab dem 14. Lebensjahr musste sie mit Hand- und Hausarbeiten zum Einkommen der Familie mitbeitragen.
In Der Weg zum Lehrstuhl, erschienen 1933 in der Hamburger Agentur des Rauhen Hauses, beschreibt sie die Ausbildung zur Turn- und Handarbeitslehrerin im Lette-Haus in Berlin mit Erwerb der Zusatzqualifikation als Industrielehrerin ab 1892. Ihren Lebensunterhalt bestritt sie weiterhin mit Haus- und Handarbeiten, Nachhilfeunterricht und Dichtungen an verschiedenen Orten. Zudem wird von einer Tätigkeit als Sekretärin bei einem Versandhaus der Brüdergemeinde in Gnadenfrei berichtet.
1895 machte sie in Berlin das Examen zur Volksschullehrerin und die Prüfung in Frankfurt (Oder). Eine Anstellung als Lehrerin bekam sie im Schuljahr 1895/1896 in Hannoversch Münden und verdiente dort 900 Mark im  Jahr. Im Januar 1897 ging sie an die Volksschule in Tegel bei Berlin, wie aus dem von ihrer Schwester Elisabeth postum veröffentlichten Manuskript Der Zwiefache Weg. Lebenserinnerungen, dritter Teil, von Florentine Gebhardt † 10. Juli 1941 (Berlin, 1942) hervorgeht. Auch in Tegel musste sie für ihr Auskommen nebenbei Privatunterricht geben. Im Zuge des Beamtenabbaus 1923/1924 wurde sie vorzeitig in den Ruhestand versetzt.
Florentine Gebhardt war in Berlin Mitglied im Deutschen Schriftsteller-Bund, 1897 Gründungsmitglied des Federklubs, ab 1904 Mitglied im Deutschen Schriftstellerinnenbund sowie im Berliner Lehrerinnenverein. Auch ist eine Mitgliedschaft in der Deutschen Volkspartei (DVP) zur Zeit des Ersten Weltkriegs bekannt.
Ihr schriftlicher Nachlass wird heute im Brandenburgischen Landeshauptarchiv in Potsdam verwaltet. Einige Veröffentlichungen entstanden auch in Kooperation mit ihrer jüngsten Schwester Margarete.

## Werke
Sie publizierte neben Kinderbüchern auch Werke mit nationalistischen und nationalsozialistischen Inhalten, daher wurde ein Teil ihrer Veröffentlichungen ab 1946 in der Sowjetischen Besatzungszone auf die Liste der auszusondernden Literatur gesetzt. Dazu
zählen:
- Luther, der deutsche Mann und Streiter Gottes, Berlin: NS-Buchvertrieb 1933
- Die Reichsgründungsfeier am 18. Januar im 3. Reich, Berlin: Neuer Berliner Buchvertrieb 1934
- Flammenzeichen, Leipzig: Payne 1935
- Mütterehrenfest, Berlin: Neuer Berliner Buchvertrieb 1936
- Schulkameraden, Bonn: Heidelmann 1937.